# Hamlet (opera, 1868)
Hamlet je tragická opera francouzského operního skladatele Ambroise Thomas podle tragédie Williama Shakespeara a její francouzské adaptace od Alexandera Dumase staršího. Autory libreta jsou Michel Carré a Jules Barbier. Premiéra opery proběhla v Paříži 9. března 1868.
Určitou zajímavostí opery je, existuje hned ve dvou verzích. Kromě té původní „pařížské“ obsahující tradiční složku grand opery, tedy balet. Thomas složil o rok později ještě druhou verzi pro Londýn, která již balet neobsahuje a navíc má zkrácený závěr, v němž Hamlet spolu s Ofélií umírá.

## Odlišnost děje oproti Shakespearově tragédii
V prvotní „pařížské“ verzi opery končí celý příběh v okamžiku, kdy Hamlet probodne svého otčíma Claudia a následně vyzve svou matku, aby odešla do kláštera a zde litovala svým hříchů. Sám se pak stává vládcem země. Teprve zmiňovaná „londýnská“ verze končí podobně jako Shakespearova tragédie Hamletovou smrtí.

## Inscenační historie
Ačkoliv se při své premiéře tato Thomasova opera setkala s vřelým přijetím, přestala se po smrti skladatele hrát a znovuobjevení se dočkala až v 90. letech 20. století. Ani dnes však nepatří mezi příliš často uváděné opery.
Tomu odpovídá i situace v Česku. Ačkoliv byla opera uvedena v Praze v polovině sedmdesátých letech 19. století, dalšího uvedení se zde (ve Státní opeře Praha) dočkala až v roce 2002. Teprve nedávno byla tato inscenace uvedena hned dvěma českými operními scénami a to ostravským Národním divadlem moravskoslezským (2016), které zvolilo „pařížskou verzi“, a plzeňským Divadlem Josefa Kajetána Tyla (2018), které naopak sáhlo po verzi „londýnské“. Ostravská inscenace dokonce zabodovala mezi diváky na přehlídce operních scén v Praze Opera 2017.